# 茹拉夫林齊
49°18′37″N 26°27′44″E / 49.31028°N 26.46222°E
茹拉夫林齊（烏克蘭語：Журавлинці）是位於烏克蘭西部的村莊，由赫梅利尼茨基州裡赫梅利尼茨基區的薩塔尼夫市鎮負責管轄。該村面積0.09平方公里，海拔高度286米，2001年人口156，人口密度每平方公里1,659.6人。